# Angoville-sur-Ay
Angoville-sur-Ay (prononcé [ɑ̃govilsyre]) est une ancienne commune française, située dans le département de la Manche en région Normandie, devenue le 1er janvier 2016 une commune déléguée au sein de la commune nouvelle de Lessay puis définitivement supprimée le 9 mars 2020.

## Géographie
La commune est au nord du Coutançais, au sud-ouest de la péninsule du Cotentin. Son bourg est à 4,5 km au nord de Lessay et à 5 km au sud de La Haye-du-Puits.
Le point culminant (54 m) se situe en limite nord-est, près du lieu-dit Hameau Vindi. Le point le plus bas (5 / 7 m) correspond à la sortie de la Brosse du territoire, à l'ouest.
| Montgardon (comm. nouv. de La Haye) | La Haye-du-Puits (comm. nouv. de La Haye) | Mobecq (comm. nouv. de La Haye)   |
| Saint-Germain-sur-Ay                | Angoville-sur-Ay                          | Mobecq (comm. nouv. de La Haye)   |
| Lessay (propre territoire)          | Lessay (propre territoire)                | Vesly, Lessay (propre territoire) |

## Toponymie
Le nom de la localité est attesté sous la forme Ansgovilla au début du XIIe siècle.
Le toponyme est issu d'un anthroponyme scandinave tel qu'Asgaut ou germanique tel que Ansgotus, et de l'ancien français ville dans son sens originel de « domaine rural ».
Le gentilé est Angovillais.

## Histoire

### Moyen Âge
Un des membres du fief appartenant à la famille Clamorgan, combattit en 1066 à Hastings.
Un Robert de La Haye († 1154 ou 1155), donna le patronage de l'église à l'abbaye de Lessay. La seigneurie du Saussey (également sur Bretteville-sur-Ay) était l'un des huit fiefs de l'abbaye de Lessay.
Au XIIe siècle, la paroisse relevait de l'honneur de La Haye.

### Époque moderne
François Lemoigne (1760-1793), prête de Créances, ayant refusé de prêter serment, se cacha à Angoville-sur-Ay. Dénoncé et arrêté, il fut guillotiné le 23 octobre 1793 avec les abbés Toulorge et Laurent Lebœuf.
En 1789, Pierre-François de Beaudrap qui était seigneur du fief du Buisson à Angoville, fut député aux État Généraux.
Le premier maire connu est, en 1792, Pierre-Alexandre de Saint-Germain, capitaine au régiment royal d'infanterie, chevalier de Saint-Louis.

### Époque contemporaine
En 1944, l'avancée est très difficile autour de La Haye-du-Puits. L'axe routier majeur La Haye-du-Puits - Lessay étant fréquenté par les troupes allemandes et bien visible, il fait l'objet d'attaques aériennes alliées. Ce qui amène les Allemands à utiliser des petits axes secondaires et notamment la route Angoville-sur-Ay - Montgardon. Les troupes américaines sont aux portes d'Angoville-sur-Ay le 11 juillet[réf. à confirmer]. La ligne de front est très fluctuante et ne semble stabilisée qu'à partir du 24 juillet 1944, par la 79e division d'infanterie américaine. Cette division a pour surnom et insigne Cross of Lorraine (« croix de Lorraine »).
Courant 2015, les communes d'Angoville-sur-Ay et de Lessay décident de créer une commune nouvelle baptisée « Lessay » qui doit voir le jour le 1er janvier 2016. L'arrêté préfectoral fixant les conditions est publié le 28 septembre 2015. Les communes d'Angoville-sur-Ay et de Lessay deviennent des communes déléguées et Lessay est le chef-lieu de la commune nouvelle. Le 9 mars 2020, la fusion est transformée en fusion simple, les communes déléguées étant supprimées.

## Politique et administration
| Période                                  | Période       | Identité          | Étiquette | Qualité     |
| ---------------------------------------- | ------------- | ----------------- | --------- | ----------- |
| 1934                                     | 1947          | Auguste Couillard |           |             |
| 1947                                     | 1953          | Jules Guillemin   |           |             |
| 1953                                     | 1959          | Auguste Couillard |           |             |
| 1959                                     | 1967          | Philippe Fauvet   |           |             |
| 1967                                     | 1975          | Roger Laurent     |           |             |
| 1975                                     | 1983          | Paul Chauvin      |           |             |
| 1983                                     | 1991          | Fernand Lamare    |           |             |
| 1991                                     | décembre 2015 | Michel Couillard  | SE        | Agriculteur |
| Les données manquantes sont à compléter. |               |                   |           |             |

Le conseil municipal est composé de onze membres dont le maire et deux adjoints. Ces conseillers intègrent au complet le conseil municipal de Lessay le 1er janvier 2016 jusqu'en 2020 et Michel Couillard devient maire délégué.

## Démographie
En 2018, la commune comptait 237 habitants. Depuis 2004, les enquêtes de recensement dans les communes de moins de 10 000 habitants ont lieu tous les cinq ans (en 2008, 2013, 2018, etc. pour Angoville-sur-Ay) et les chiffres de population municipale légale des autres années sont des estimations.
Angoville-sur-Ay a compté jusqu'à 794 habitants en 1821.
| 1793 | 1800 | 1806 | 1821 | 1831 | 1836 | 1841 | 1846 | 1851 |
| ---- | ---- | ---- | ---- | ---- | ---- | ---- | ---- | ---- |
| 665  | 575  | 698  | 794  | 749  | 736  | 684  | 688  | 710  |

| 1856 | 1861 | 1866 | 1872 | 1876 | 1881 | 1886 | 1891 | 1896 |
| ---- | ---- | ---- | ---- | ---- | ---- | ---- | ---- | ---- |
| 731  | 690  | 662  | 605  | 600  | 541  | 530  | 510  | 533  |

| 1901 | 1906 | 1911 | 1921 | 1926 | 1931 | 1936 | 1946 | 1954 |
| ---- | ---- | ---- | ---- | ---- | ---- | ---- | ---- | ---- |
| 486  | 467  | 425  | 340  | 359  | 317  | 334  | 277  | 308  |

| 1962 | 1968 | 1975 | 1982 | 1990 | 1999 | 2008 | 2013 | 2018 |
| ---- | ---- | ---- | ---- | ---- | ---- | ---- | ---- | ---- |
| 279  | 222  | 213  | 172  | 202  | 230  | 256  | 243  | 237  |

## Lieux et monuments
- Église Notre-Dame de l'Assomption des XIIe, XIXe – XXe siècles, avec des pierres en épis dans la nef, et son clocher hexagonal. Elle abrite un maître-autel en forme de tombeau galbé du XIXe, des fonts baptismaux du XIXe, une Vierge à l'Enfant du XIXe ainsi qu'un tableau du Sacré-Cœur du XIXe[6].
- Manoir de la Motte des XVIe – XVIIIe siècles[6] ; flanqué de deux tours, avec une échauguette sur le pignon nord du corps de logis[17].
- If funéraire dans le cimetière.
- Manoir de Grattechef des XVIe – XVIIIe siècles[6], ancienne propriété de la famille Clamorgan et chapelle Sainte-Anne (1499)[6].
- Manoir de la Mare[6].
- Manoir de la Buissonnerie.
- Ferme musicale de Semilly, musée de la facture instrumentale[6].
- Vestiges des moulins à vent de Haut et du moulin à eau de Bot[6].

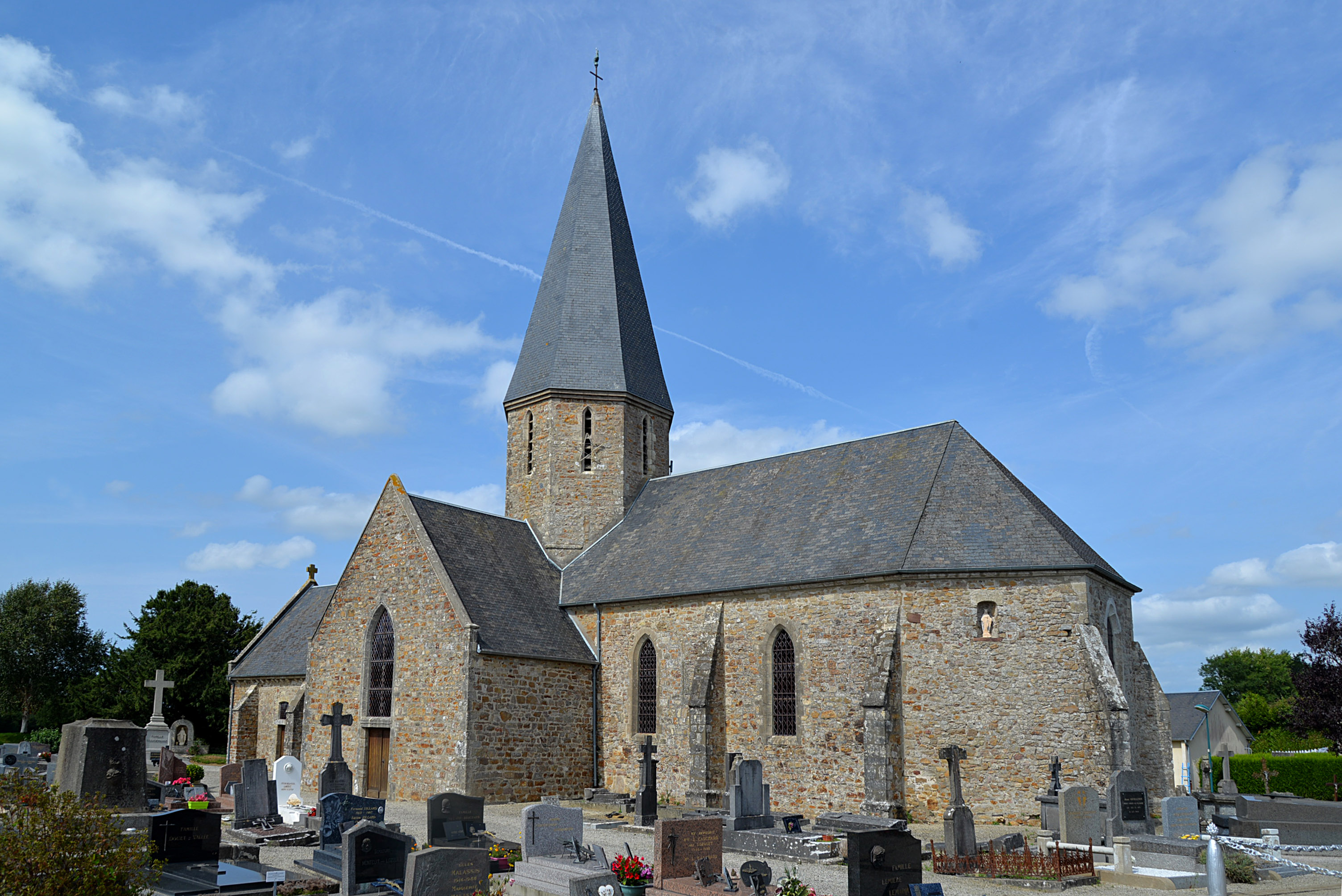
L’église Notre-Dame. Vue sud-est.
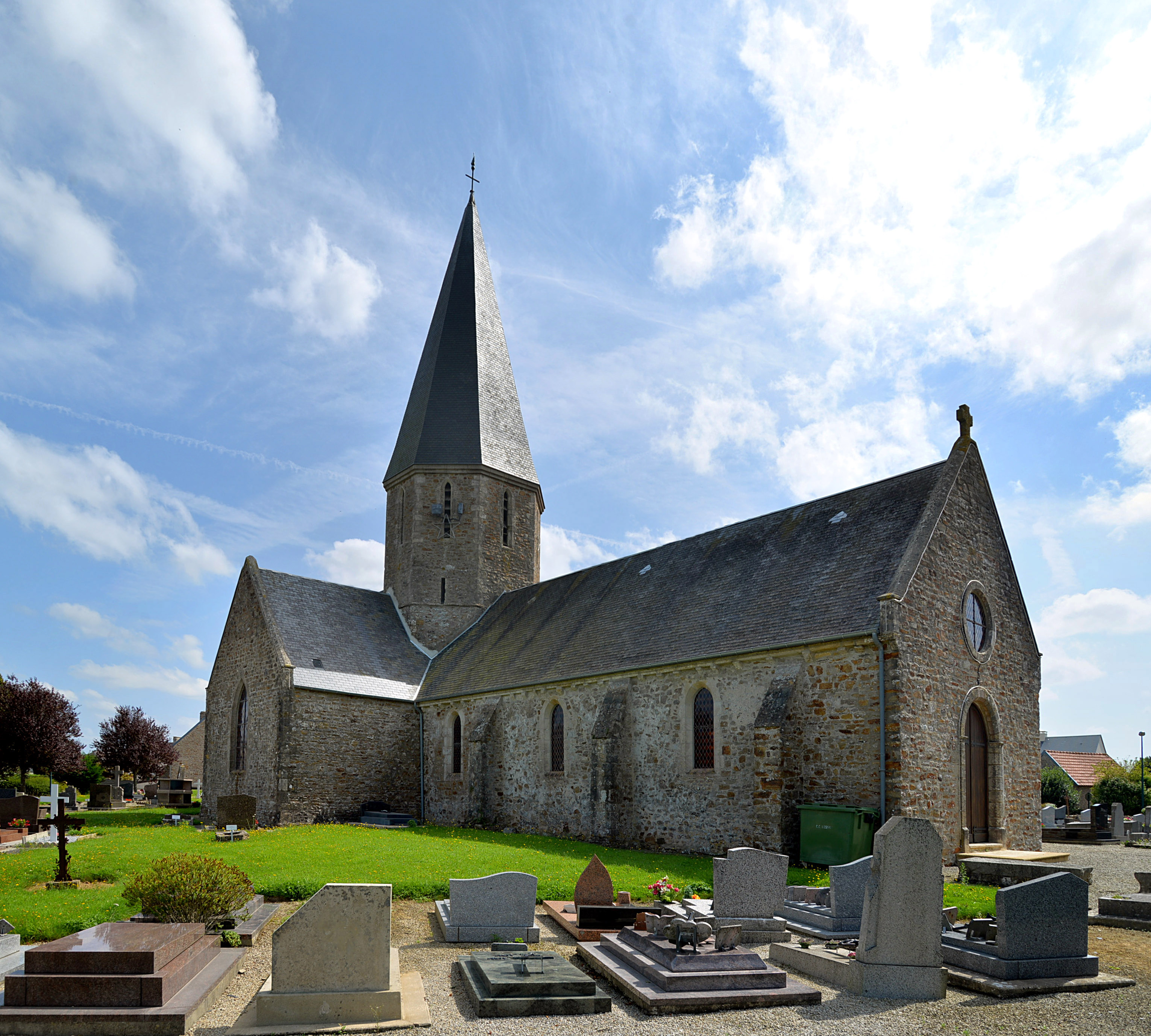
L’église Notre-Dame. Vue nord-ouest.
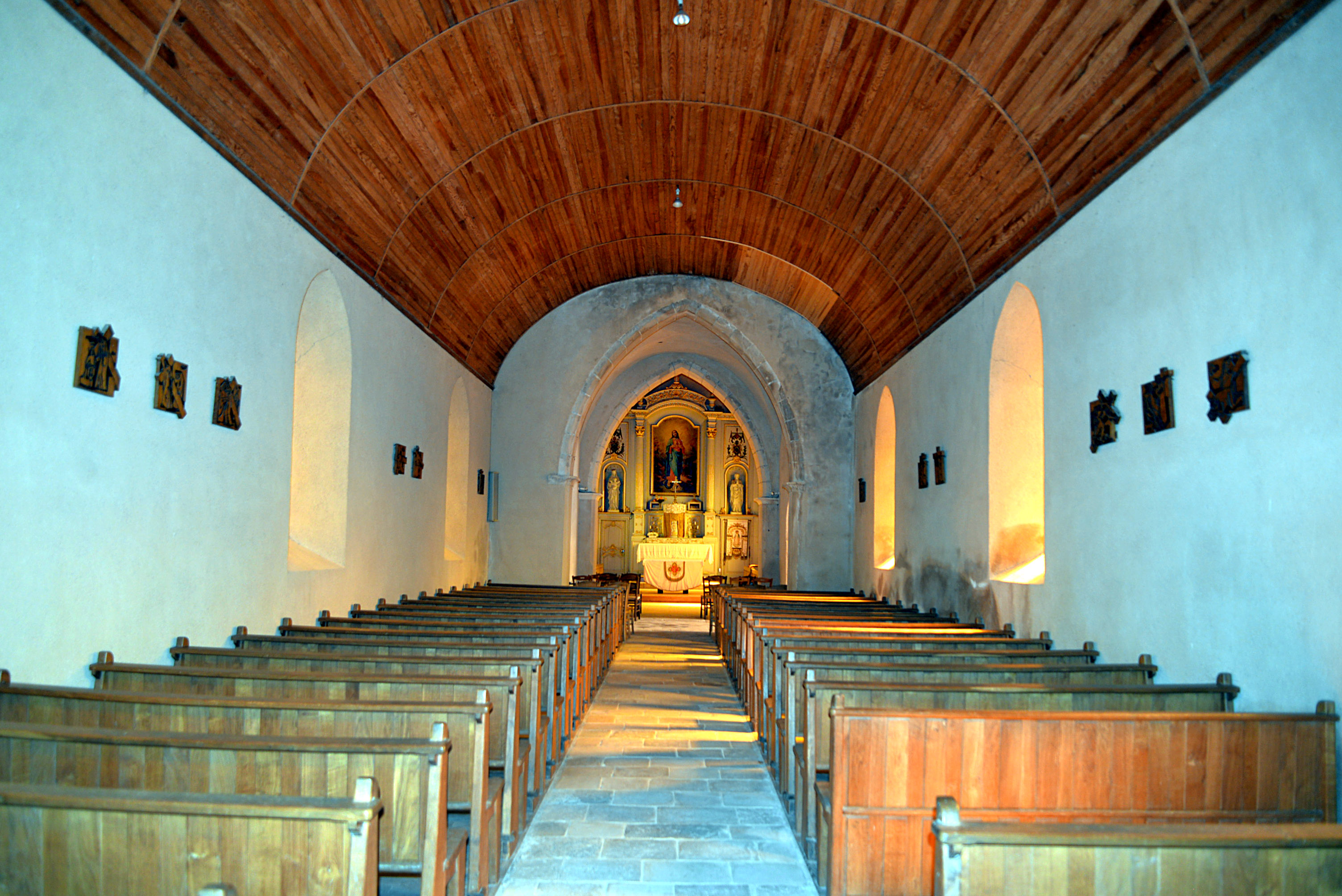
La nef de l’église Notre-Dame.
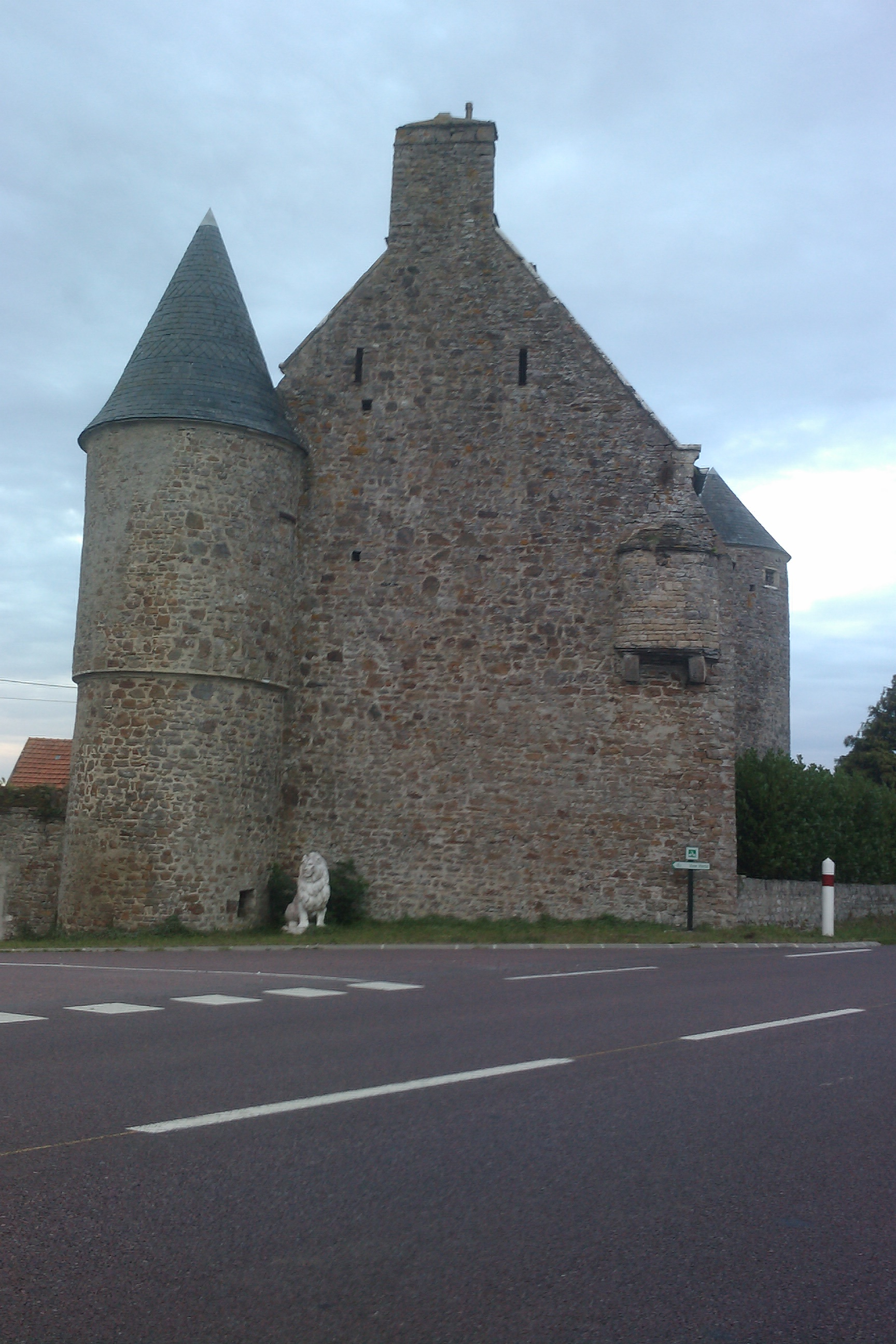
Le manoir de la Motte.
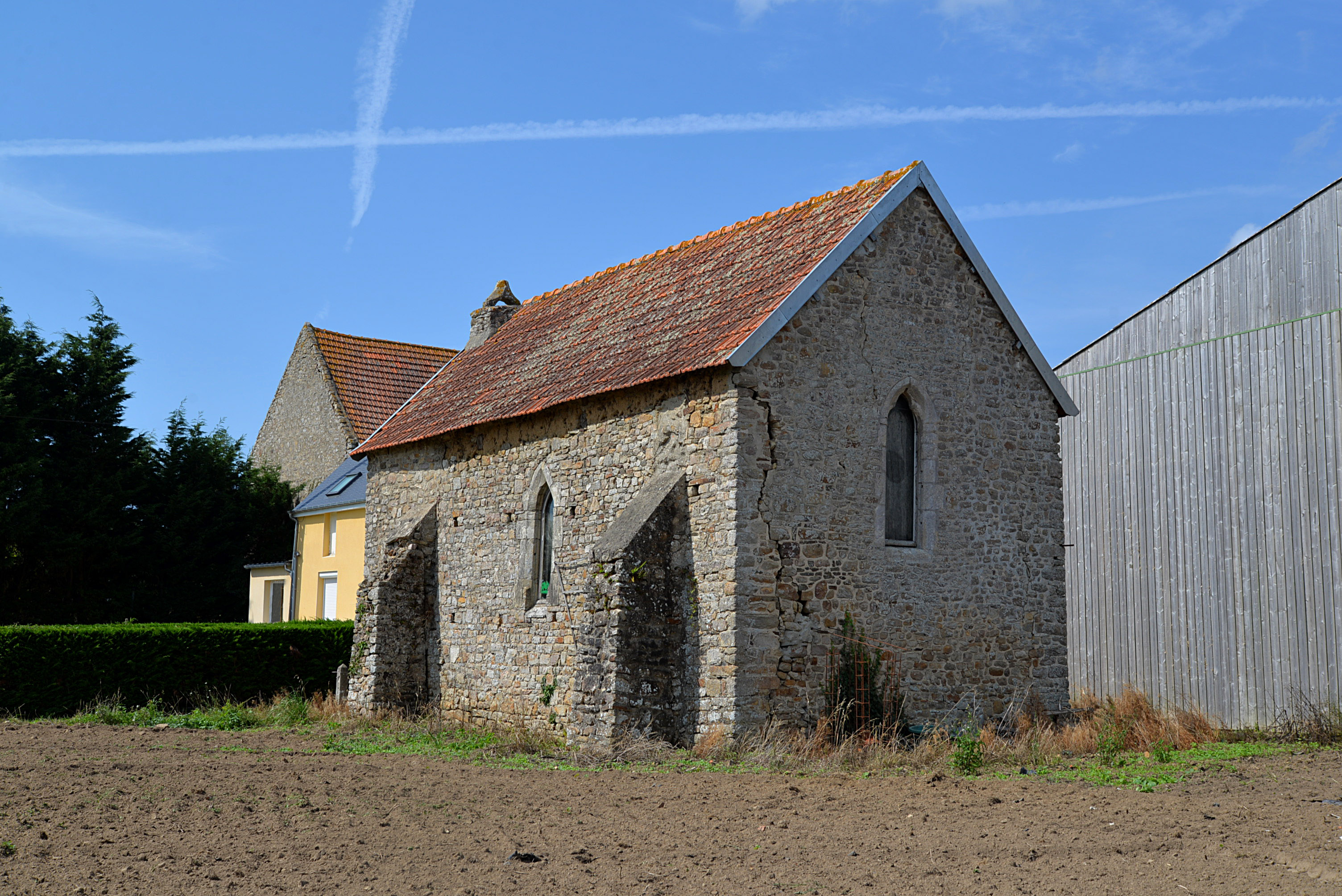
L’ancienne chapelle Sainte-Anne à Grattechef.

## Personnalités liées à la commune
- Louis Beuve (1869-1949), poète et écrivain de langue normande, qui a passé son enfance à la ferme de Semilly, comme attesté par une inscription sur un linteau de porte.